# Plynová vzpěra

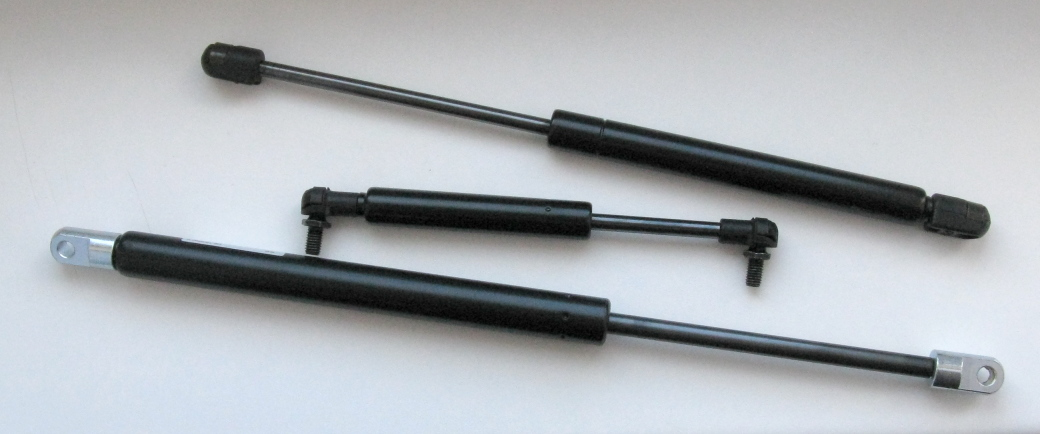
Plynové vzpěry

Plynové vzpěry jsou součástky fungující jako pružiny, které se typicky používají ke zvedání a polohování krytů a vík. Jsou strojírenským výrobkem, který se skládá z ocelového válce (tenkostěnná tažená trubka) a pístnice (chromovaná nebo nitridovaná broušená tyč). Válec je naplněn natlakovaným inertním plynem, nejčastěji dusíkem, a na straně pístnice je uzavřen těsněním, které zajišťuje výsuv písnice bez úniku plynu a ztráty tlaku.
Princip funkce plynové vzpěry patentoval poprvé francouzský inženýr Paul Giffard (1837-1897). Jedná se v podstatě o tzv. plundžr, tedy pístnici, která se zasouvá do uzavřeného válce. V důsledku toho se zmenšuje jeho vnitřní objem a zvyšuje se zde tlak. Působením tohoto tlaku na plochu pístnice vzniká síla, která pístnici plynové vzpěry vytlačuje ven. Giffard, který se později věnoval mj. vývoji vzduchových zbraní, vylepšil prostý plundžr tím, že osadil pístnici pístem, do nějž umístil přepouštěcí kanálky z jedné na druhou stranu pístu (celý vnitřní prostor válce tak z fyzikálního hlediska stále tvoří jednu nádobu).
Průběh síly při zasouvání se liší od klasické pružiny zejména pozvolným nárůstem síly při zasouvání.
S nástupem průmyslového využití nových materiálů, zejména těsnění, které je klíčovou součástí plynové vzpěry, bylo možno v 60. letech 20. století začít s hromadným využitím plynových vzpěr nejprve v automobilovém průmyslu a později i v jiných odvětvích.